# داون أوليفيري
داون أوليفيري (بالإنجليزية: Dawn Olivieri)‏ هي عارضة وممثلة أمريكية، ولدت في 8 فبراير 1981 في الولايات المتحدة.

## أعمال

### أفلام
- (2013) احتيال أمريكي[4][5]
- (2015) صائد الساحرات الأخير[6][7]
- (2018) وكر اللصوص

### مسلسلات
- فيرونيكا مارس
- كيف قابلت أمكما

## وصلات خارجية
- داون أوليفيري على موقع IMDb (الإنجليزية)
- داون أوليفيري على موقع ألو سيني (الفرنسية)
- داون أوليفيري على موقع أول موفي (الإنجليزية)
- داون أوليفيري على موقع قاعدة بيانات الفيلم (الإنجليزية)
- داون أوليفيري على موقع كينوبويسك (الروسية)